# Giovanni González Apud
Giovanni Alessandro González Apud (Montevideo, Uruguay, 20 de septiembre de 1994), conocido como Gio González, es un futbolista uruguayo que juega como defensa en el F. C. Krasnodar de la Liga Premier de Rusia.

## Trayectoria
Giovanni González debutó profesionalmente como futbolista en la Primera División de Uruguay el 13 de septiembre de 2014, vistiendo la camiseta del Club Atlético River Plate, enfrentando al Club Atlético Rentistas por el Campeonato Apertura. Tenía 19 años de edad.

### Club Atlético River Plate
González formó parte del plantel de Primera División de River Plate desde el año 2014 hasta el 2017. En este periodo de tiempo llegó a disputar 72 partidos, completando en ellos un total de 5790 minutos en el campo de juego, en los que convirtió tres goles.

### Club Atlético Peñarol
Desde el año 2018 Giovanni González es parte integrante del plantel de Peñarol, donde mayormente se ha desempeñado como titular desde su llegada. Desde entonces, lleva disputados 140 partidos con el conjunto aurinegro, en los cuales acumuló un total de 10 570 minutos en el campo de juego, y donde convirtió seis goles.
En el mes de septiembre de 2021 volvió a tratarse la posible partida de González de Peñarol, aunque finalmente el club y sus representantes (entre los que figura Francisco “Paco” Casal), decidieron mantener el jugador en sus filas al menos hasta fin de año, a la espera de las novedades del mercado de pases del fútbol europeo.

### Real Club Deportivo Mallorca
El 29 de enero de 2022 inició su primera experiencia fuera de su país tras firmar con el R. C. D. Mallorca de España hasta junio de 2024. En esos dos años y medio disputó 71 partidos en los que dio cuatro asistencias y marcó otros cuatro tantos. Se marchó en agosto de 2024 al ser traspasado al F. C. Krasnodar.

## Selección nacional
El 22 de marzo de 2019 hizo su debut con la selección absoluta de Uruguay en un partido de la China Cup contra Uzbekistán que terminó con victoria por 3 a 0 del conjunto celeste.
Posteriormente sería citado a la Copa América 2019, donde logró disputar 3 partidos, así como durante la Copa América 2021.
Desde su debut con la selección absoluta hasta el mes de noviembre de 2021 Giovanni González ha disputado un total de dieciséis partidos vistiendo la camiseta celeste: los seis partidos mencionados por las dos ediciones de la Copa América y cinco partidos por las Eliminatorias de la Conmebol para la Copa del Mundo de la FIFA de Catar 2022.

### Participaciones en Copa América
| Copa              | Sede   | Resultado        | Partidos | Goles |
| ----------------- | ------ | ---------------- | -------- | ----- |
| Copa América 2019 | Brasil | Cuartos de final | 3        | 0     |
| Copa América 2021 | Brasil | Cuartos de final | 3        | 0     |

## Estadísticas
- Actualizado al último partido disputado el 24 de mayo de 2025.

| Club                        | Div.          | Temporada     | Liga  | Liga  | Liga   | Copas nacionales | Copas nacionales | Copas nacionales | Copas internacionales | Copas internacionales | Copas internacionales | Total | Total | Total  | Media goleadora |
| Club                        | Div.          | Temporada     | Part. | Goles | Asist. | Part.            | Goles            | Asist.           | Part.                 | Goles                 | Asist.                | Part. | Goles | Asist. | Media goleadora |
| --------------------------- | ------------- | ------------- | ----- | ----- | ------ | ---------------- | ---------------- | ---------------- | --------------------- | --------------------- | --------------------- | ----- | ----- | ------ | --------------- |
| C. A. River Plate · Uruguay | 1.ª           | 2014-15       | 3     | 0     | 1      | 0                | 0                | 0                | 0                     | 0                     | 0                     | 3     | 0     | 1      | 0               |
| C. A. River Plate · Uruguay | 1.ª           | 2015-16       | 14    | 0     | 2      | ―                | ―                | ―                | 6                     | 0                     | 0                     | 20    | 0     | 2      | 0               |
| C. A. River Plate · Uruguay | 1.ª           | 2016          | 13    | 0     | 2      | ―                | ―                | ―                | ―                     | ―                     | ―                     | 13    | 0     | 2      | 0               |
| C. A. River Plate · Uruguay | 1.ª           | 2017          | 36    | 3     | 4      | ―                | ―                | ―                | ―                     | ―                     | ―                     | 36    | 3     | 4      | 0,08            |
| C. A. River Plate · Uruguay | Total club    | Total club    | 66    | 3     | 9      | 0                | 0                | 0                | 6                     | 0                     | 0                     | 72    | 3     | 9      | 0,04            |
| C. A. Peñarol · Uruguay     | 1.ª           | 2018          | 19    | 2     | 1      | 1                | 0                | 0                | 6                     | 0                     | 1                     | 26    | 2     | 2      | 0,08            |
| C. A. Peñarol · Uruguay     | 1.ª           | 2019          | 30    | 0     | 3      | 1                | 0                | 0                | 8                     | 0                     | 1                     | 39    | 0     | 4      | 0               |
| C. A. Peñarol · Uruguay     | 1.ª           | 2020          | 32    | 3     | 2      | 0                | 0                | 0                | 8                     | 0                     | 2                     | 40    | 3     | 4      | 0,08            |
| C. A. Peñarol · Uruguay     | 1.ª           | 2021          | 22    | 0     | 5      | 0                | 0                | 0                | 14                    | 1                     | 3                     | 36    | 1     | 8      | 0,02            |
| C. A. Peñarol · Uruguay     | Total club    | Total club    | 103   | 5     | 11     | 2                | 0                | 0                | 36                    | 1                     | 7                     | 141   | 6     | 18     | 0,04            |
| R. C. D. Mallorca · España  | 1.ª           | 2021-22       | 9     | 1     | 0      | 1                | 0                | 0                | ―                     | ―                     | ―                     | 10    | 1     | 0      | 0,1             |
| R. C. D. Mallorca · España  | 1.ª           | 2022-23       | 15    | 0     | 2      | 4                | 0                | 0                | ―                     | ―                     | ―                     | 19    | 0     | 2      | 0               |
| R. C. D. Mallorca · España  | 1.ª           | 2023-24       | 34    | 1     | 1      | 8                | 2                | 1                | ―                     | ―                     | ―                     | 42    | 3     | 2      | 0,07            |
| R. C. D. Mallorca · España  | Total club    | Total club    | 58    | 2     | 3      | 13               | 2                | 1                | 0                     | 0                     | 0                     | 71    | 4     | 4      | 0,06            |
| F. C. Krasnodar · Rusia     | 1.ª           | 2024-25       | 22    | 0     | 0      | 5                | 0                | 0                | ―                     | ―                     | ―                     | 27    | 0     | 0      | 0               |
| F. C. Krasnodar · Rusia     | Total club    | Total club    | 22    | 0     | 0      | 5                | 0                | 0                | 0                     | 0                     | 0                     | 27    | 0     | 0      | 0               |
| Total carrera               | Total carrera | Total carrera | 249   | 10    | 23     | 20               | 2                | 1                | 42                    | 1                     | 7                     | 311   | 13    | 31     | 0,04            |

## Palmarés

### Títulos nacionales
| Título                | Club            | País    | Año  |
| --------------------- | --------------- | ------- | ---- |
| Supercopa Uruguaya    | C. A. Peñarol   | Uruguay | 2018 |
| Torneo Clausura       | C. A. Peñarol   | Uruguay | 2018 |
| Primera División      | C. A. Peñarol   | Uruguay | 2018 |
| Torneo Apertura       | C. A. Peñarol   | Uruguay | 2019 |
| Torneo Clausura       | C. A. Peñarol   | Uruguay | 2021 |
| Primera División      | C. A. Peñarol   | Uruguay | 2021 |
| Liga Premier de Rusia | F. C. Krasnodar | Rusia   | 2025 |